# Мащенко Станіслав Трифонович
Мащенко Станіслав Трифонович (24 квітня 1938, Сосниця, Чернігівська область) — філософ і релігієзнавець Чернігово-Сіверського краю кінця XX — поч. XXI ст.

## Біографія
Народився 24 квітня 1938 року в смт Сосниця на Чернігівщині, в родині вчителя. Батько загинув на фронті. Мати працювала завучем Сосницької семирічної школи № 1, викладала біологію та хімію. Була нагороджена 5-ма медалями, знаком «Відмінник народної освіти».
З 1945 року Станіслав Трифонович навчався в Сосницькій семирічній школі № 1 , а потім у середній, яку закінчив у 1955 року. Не отримав медаль через дві четвірки.
У 1955 році вступив на історичний факультет Київського державного педагогічного інституту. У 1956 році історичний факультет КДПІ перевели до Київського державного університету ім. Т. Т. Шевченка, з'єднавши з історико-філософським факультетом. Який закінчив університет у 1960 році.
За направленням, у 1960 році, став працювати у Сосниці — журналістом у місцевій газеті «Червоний прапор».
Згодом став секретарем райкому комсомолу.
У 1961-1963 роках очолює колектив Кудрівської середньої школи сільської молоді Сосницького району.
У 1963 році — одружується, переїжджає до м.Кривий Ріг, де викладає в середній школі № 10 історію та суспільствознавство. Друкує статті з історії міста в місцевій газеті.
З грудня 1964 року — працює асистентом кафедри суспільних дисциплін, де і почалася його вузівська науково-викладацька робота.
1966 року — займає посаду старшого викладача.
1969 році вступив на заочне відділення аспірантури філософського факультету МГУ ім. М.Ломоносова.
У травні 1972 року захистив дисертаційну роботу — здобув ступінь кандидата філософських наук.
У 1973 році С. Т. Мащенко був зарахований за конкурсом на посаду доцента кафедри філософії та політекономії Чернігівського державного педагогічного інституту ім. Т. Г. Шевченка.
У 2005 році рішенням оргомітету за книгу «Філософські обрії Олександра Довженка» була присуджена обласна премія імені М. М. Коцюбинського у номінації «Народознавство».

## Професійні досягнення
З 1966 року викладає науковий атеїзм і в релігієзнавчій галузі знайшов тему для наукових досліджень.
У 1972 році захистив дисертацію на тему: «Особливості внутрішньогромадських відносин євангельських християн-баптистів», над темою він почав працювати з студентським гуртком з 1968 року. Фактично це було перше дослідження проблеми структурних взаємозв'язків у релігійній громаді, здійснене в тодішньому Радянському Союзі. Матеріали дослідження знайшли застосування у книжці «Віруючий у баптистській громаді» (К., «Знання», 1990) і в інших наукових публікаціях, брошурах та статтях.
У 1973 році С. Т. Мащенко був зарахований на посаду доцента кафедри філософії та політекономії Чернігівського державного педагогічного інституту ім. Т. Г. Шевченка.
З другої половини 90-х років Станіслав Трифонович досліджує історію української філософії, зокрема творчість діячів Чернігівського літературно-філософського кола кінця XVII — поч. XVIII століть.
Виходить ряд статей у наукових збірниках та журналах, найчастіше у «Сіверянському літописі».
Написав 4 монографічні праці — «Основні проблеми в історії української філософії» — 2002 року, є коротким конспектом лекцій, прочитаних доцентом Мащенком С. Т. на історичному факультеті в період 1999-2001 років; «Українські мислителі XVII—XVIII століть на Чернігово-Сіверщині» — 2003 року; «Філософські обрії Олександра Довженка» — 2004 року. Монографії С. Т. Мащенка визнані у числі переможців на обласних конкурсах «Найкраща книга року» у 2003 та 2004 роках; «Філософський світ Миколи Маркова» — 2006.
У 2006 році Чернігівська облдержадміністрація видала збірку його вибраних статей «Любов до мудрості і віра», яка є своєрідним літописом світоглядної думки на Чернігівщині.

## Наукові роботи
- Мащенко С. Т. Розквіт народної освіти на Криворіжжі // Червоний гірник (Кривий Ріг). — 1964. — 30 серп.
- Мащенко С. Т. Що вивчає філософія //Червоний гірник. — 1968. — 29 верес.
- Мащенко С. Т. Марксистське ставлення до релігії //Червоний гірник. — 1970. — 25 верес.
- Мащенко С. Т. Баптизм сьогодні //Людина і світ. — 1971. — № 9. — С. 58-60.
- Мащенко С. Т. Карманный словарь атеиста /Под ред. М. П. Новикова.– М.: Политиздат,1973. — 287 с.
- Мащенко С. Т. Такі вони — «істинно-православні» //Людина і світ. — 1978. — № 5. — С. 53-54.
- Мащенко С. Т. Віруючий у баптистській громаді. — К.: Знання, 1990.– 47 с. — (Серія 2: Світогляд; № 6).
- Мащенко С. Т. Православна віра та українська національна ідея //Людина, суспільство, культура. — Чернігів, 1996. — С. 122—124.
- Мащенко С. Т. Творчість К. Транквіліона-Ставровецького як джерело філософії українського бароко //Сіверян. літопис. — 1998. — № 4.– С. 83-90.
- Мащенко С. Т. Старообрядці на Придесенні //Сіверян. літопис. — 2000. — № 5. — С. 82-92.
- Мащенко С. Т. Роль Чернігівської єпархії у заснуванні та діяльності колегіуму в Чернігові //Три століття гуманітарної та педагогічної освіти в Чернігові. — Чернігів, 2001. — С. 11-13.
- Мащенко С. Т. Георгій Кониський та його філософський курс // Сіверян. літопис. — 2002. — № 4. — С. 38-45.
- Мащенко С. Т. Любомудри з «Чернігівських Афін» //Чернігівщина Inkognita. — Чернігів, 2004. — С. 153—160.
- Мащенко С. Т. Отношение Бога и человека в понимании любомудров «Черниговских Афин»: Тез. выступления на IV Российском филос. конгр. //Философия и будущее цивилизации. — М., 2005.– Т.2. — С. 576—577.
- Мащенко С. Т. Сковородинські ідеї у творчості О. П. Довженка //Світ ловив мене, та не спіймав: До 285-річчя від дня народження Г. С. Сковороди. — Чернігів, 2008. — С.6-11.